# Майкл Шебон
Майкл Шебон (англ. Michael Chabon; 24 травня 1963, Вашингтон) — американський письменник та кіносценарист.

## Життєпис
Майкл Шебон народився 24 травня 1963 року в Вашингтоні, у єврейській сім'ї, його батьки правники. Письменником мріяв стати з дитинства.
Навчався в Піттсбурзькому університеті, Карнегі-Меллонському університеті та Каліфорнійському університеті в Ірвайні.

## Творчість
Перший роман Майкла Шебона «Таємниці Пітсбурга» вийшов 1988 року, ще коли він був студентом. Роман вдалося продати видавництву за 155 тисяч доларів — абсолютний американський рекорд на ті часи. Цей роман став бестселером та приніс йому літературну славу.
У 1995 році вийшов другий роман «Вундеркінди», та дві збірки оповідань.
2000 року Майкл Шебон опублікував роман «Приголомшливі пригоди Кавальє та Клея», який тепло прийняли критики та який здобув Пулітцерівську премію у 2001 році.
У 2007 році вийшов роман «Спілка єврейських поліцейських», який також отримав кілька престижних літературних нагород.

### Літературний доробок
Романи
- 1988 — Таємниці Пітсбурга / The Mysteries of Pittsburgh
- 1995 — Вундеркінди / Wonder Boys
- 2000 — Приголомшливі пригоди Кавалера та Клея / The Amazing Adventures of Kavalier & Clay
- 2002 — Саммерленд / Summerland
- 2007 — Союз єврейських полісменів / The Yiddish Policemen's Union
- 2007 — Джентльмени з великої дороги / Gentlemen of the Road
- 2012 — Телеграф‑авеню / Telegraph Avenue
- 2016 — Місячне світло / Moonglow

Повісті
- 2003 — Остаточне рішення: Історія розгадка / The Final Solution: A Story of Detection

## Громадська діяльність
У 2018 р. підписав звернення Американського ПЕН-центру на захист українського режисера Олега Сенцова, політв'язня у Росії.